# Progressive Rail

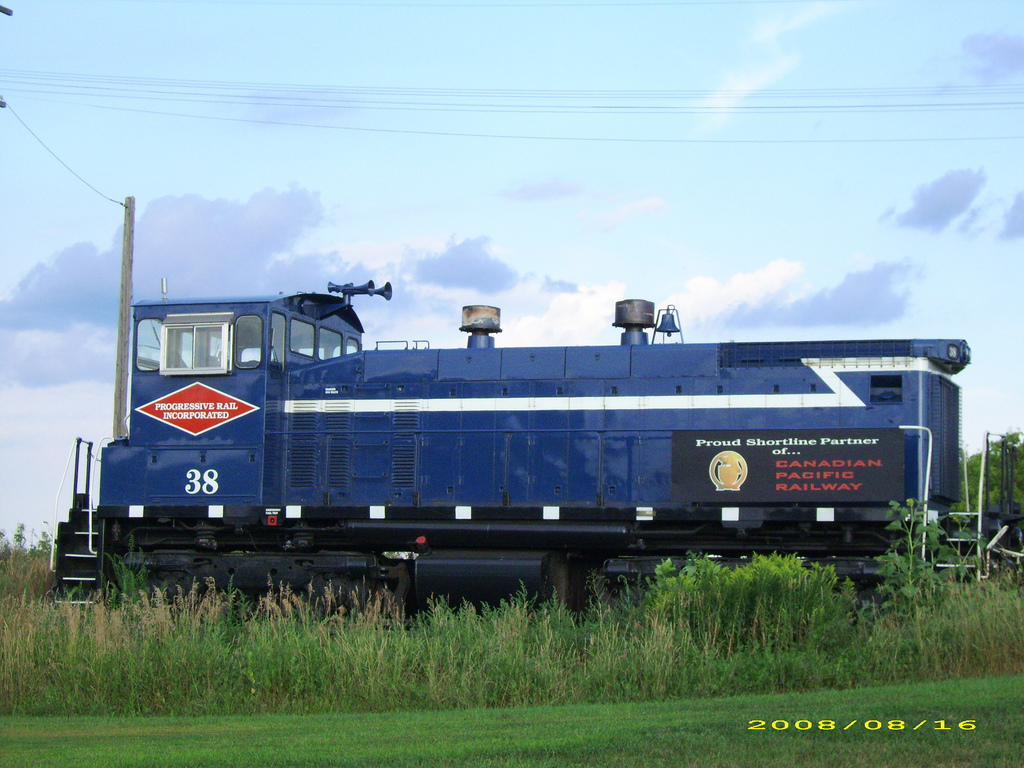
Lokomotive von Progressive Rail, in der Farbgebung der Minnesota, Northfield and Southern Railroad

Progressive Rail ist ein amerikanisches Eisenbahn- und Holdingunternehmen mit Sitz in Lakeville, Minnesota.

## Geschichte
Das Unternehmen wurde 1996 von David J. Fellon gegründet. Zunächst begann das Unternehmen mit dem Rangierbetrieb auf dem Airlake Industrial Park südlich von Lakeville. Dafür wurde 2002 die eigenständige Airlake Terminal Railway gegründet. Als Farbgebung wählte das Unternehmen den Anstrich der eingestellten Minnesota, Northfield and Southern Railroad.
Im Jahr 2000 erfolgte die Betriebsaufnahme auf der als Dan Patch Line bezeichneten Strecke Nesbitt (Auto Club Junction)-Minneapolis.  Ab 2004 wird das Industriegebiet in Faribault bedient sowie die Cannon Valley Railroad für den Betrieb der Strecke zwischen Northfield und Cannon Falls gegründet.  Außerdem erfolgte die Übernahme des Betriebes auf der Strecke zwischen Lakeville und Northfield (Jesse James Line) sowie auf der Eagandale Line.  Zwischen Northfield und Faribault hat Progressive Rail Streckennutzungsrechte. Im gleichen Jahr wird mit der Gründung der Wisconsin Northern Railroad, die erste Gesellschaft außerhalb Minnesotas in Betrieb genommen. Die zunächst gepachtete Strecke wurde 2009 gekauft.
2005 wird Lon van Gemert Chief Executive Officer der Gesellschaft.
Am 23. Juli 2007 übernahm Progressive Rail die Central Midland Railway vom Eigentümer der Indiana Rail Road, Tom Hoback. Die frühere Strecke der Rock Island wurde von der Missouri Central Railroad und der Union Pacific Railroad gepachtet. Von 2007 bis ca. 2012 wurde unter der Bezeichnung Montgomery Short Line ein Abschnitt der Union Pacific zwischen Merriam und Montgomery (Minnesota) betrieben.
Im Oktober 2012 übernahm die Gesellschaft die Iowa Traction Railroad sowie die Crab Orchard and Egyptian Railroad.
Im Januar 2013 wurde Craig McKenzie zum Chairman of the Board ernannt. und im November 2016 Chief Executive Officer.
2016 folgte die Gründung der Iowa Southern Railway  mit der Übernahme der Strecke Appanoose County Community Railroad. Im Juni 2017 wurde der Betrieb der Piedmont and Northern Railroad im Auftrag des Staates North Carolina aufgenommen.
2018 wurden mehrere Akquisitionen getätigt bzw. neue Betriebsbereiche eröffnet. Ab Juni wurde ein Rangierbetrieb als Chicago Junction Railway in Elk Grove Village auf einer von der Union Pacific gepachteten Strecke aufgenommen. Ab August übernahm Progressive Rail den Betrieb der Santa Cruz Branch Rail Line mit der St. Paul and Pacific Railroad von der Iowa Pacific Holdings (Santa Cruz and Monterey Bay Railway). Dem folgte Ende August die Betriebsaufnahme auf der Clackamas Valley Railway, einer Anschlussbahn zu einem Industriegebiet in Clackamas (Oregon). Im Dezember wurde dann noch der Abschnitt Chewelah–Columbia Gardens der Kettle Falls International Railway (Omnitrax) in Washington übernommen und als St. Paul & Pacific Northwest Railroad weiterbetrieben.

## Bahngesellschaften
| Name                                    | Länge in Kilometer | im Besitz seit | Bemerkung |
| --------------------------------------- | ------------------ | -------------- | --- |
| Chicago Junction Railway                | 40                 | 2018           | Betrieb auf Strecken der Union Pacific Railroad in Elk Grove Village, vorher Chicago Terminal Railroad |
| Central Midland Railway                 | 68                 | 2007           | von der Missouri Central Railroad und der Union Pacific Railroad gepachtet |
| Crab Orchard and Egyptian Railway       | 14                 | 2012           | Übernahme der Crab Orchard and Egyptian Railroad |
| Clackamas Valley Railway                | 3                  | 2018           | gepachtet von der Union Pacific Railroad, Anschluss Industriegebiet |
| Cannon Valley Railroad                  | 25                 | 2004           | gepachtet von der Union Pacific Railroad |
| Iowa Traction Railway                   | 17                 | 2012           | Übernahme der Iowa Traction Railroad |
| Iowa Southern Railway                   | 55                 | 2016           | Übernahme der Appanoose County Community Railroad |
| Progressive Rail                        | 68                 | 1996           | - Dan Patch Line: seit 2000, gepachtete Strecke der Canadian Pacific (SOO) - Eagandale Line: seit 2004, gepachtet von der Canadian Pacific - Faribault Line: seit 2004, gepachtet von der Union Pacific - Jesse James Line; seit 1996, Airlake Terminal Railroad; ab 2004: Northfield-Lakeville (gepachtet von der SOO; MN&S) |
| Piedmont and Northern Railroad          | 22                 | 2017           | Betrieb im Auftrag des Staates North Carolina, vorher Iowa Pacific Holdings |
| St. Paul and Pacific Railroad           | 50                 | 2018           | Betrieb der Santa Cruz Branch, vorher Iowa Pacific Holdings |
| St. Paul and Pacific Northwest Railroad | 134                | 2018           | Übernahme eines Abschnitts der Kettle Falls International Railway |
| Wisconsin Northern Railroad             | 100                | 2004           | von der Union Pacific und der Wisconsin Central gepachtete Strecke, 2009 gekauft |

## Lokomotiven
Progressive Rail setzt auf ihren Stammstrecken sieben EMD SW1500, eine EMD SD39 und eine EMD SD38-2, sowie jeweils zwei EMD SD40-2 und EMD GP15-1 ein.